# 特定都市鉄道整備積立金
特定都市鉄道整備積立金（とくていとしてつどうせいびつみたてきん）とは、JR以外の私鉄（民鉄）で、東京周辺での大規模な輸送力増強工事に当てる費用を目的として、その工事費用の一部を、運賃に上乗せする形で利用者から前払いを受け、専用の口座に積み立てる金銭である。
複々線工事といった、費用のかかる大規模な工事費用を、利用者から前払いの形で費用を受けて積み立てる形で資金調達を容易にすることで、大規模な工事を促進する目的で創設された制度で、工事終了後は上乗せ分がなくなるため、運賃が下がる（例・京王電鉄）。
上乗せされる金額は、最大で運賃の10%までと決められている。借入金利を気にすることなく資金調達しやすい反面、該当工事完成まで時間がかかることから、上乗せ運賃を支払った者が転居や卒業などでその工事の恩恵を受けられない場合も発生する。